# Šariputra
Šariputra (sanskrit शारिपुत्र, Śāriputra; tibetanski: ཤཱ་རིའི་བུ་, pali: Sāriputta) (doslovno „Sarijev sin”); rođen Upatisja (pali: Upatisa); bio je jedan od vodećih sledbenika Bude. On se smatra prvim od Budina dva glavna sledbenika, zajedno sa Maudgaljajana (pali: Moggallāna). Šariputra je imao ključnu vodeću ulogu u Budinom sveštenstvu i u mnogim budističkim školama se smatra da je bio važan u razvoju budističke Abidarme. On se pojavljuje u nekoliko [Mahayana sutras[|Mahajanskih sutri]], a u nekim sutrama koristi se kao kontrapunkt za predstavljanje hinajanske škole budizma.
Budistički tekstovi govore da su Šariputra i Maudgaljajana bili prijatelji iz detinjstva koji su u mladosti postali duhovne lutalice. Nakon što su tragali za duhovnom istinom sa drugim učiteljima svog doba, oni su došli u kontakt sa Budinim učenjima i zaređeni su kao monasi pod njim, nakon čega ih je Buda proglasio dvojicom svojih glavnih učenika. Za Šariputru se pričalo da je postigao prosvetljenje kao arhat dve nedelje nakon zaređenja. Kao glavni učenik Šariputra je preuzeo vodeću ulogu u Sangi, radeći zadatke poput brige o monasima, davanja predmeta meditacije i pojašnjenja tačaka doktrine. On je bio prvi sledbenik kome je Buda dopustio da zaredi druge monahe. Šariputra je umro neposredno pre Bude u svom rodnom gradu i bio je kremiran. Prema budističkim tekstovima, njegove mošti tada su bile položene u manastiru Jetavana. Arheološki nalazi iz 1800-ih ukazuju da su njegove mošti verovatno kasniji kraljevi preraspodelili širom indijskog potkontinenta.
Šariputra se smatra važnim i mudrim sledbenikom Bude, posebno u teravadskom budizmu gde mu je dodeljen status blizak drugom Budi. U budističkoj umetnosti je često prikazan pored Bude, obično sa njegove desne strane. Šariputra je bio poznat po svom strogom pridržavanju budističkih monaških pravila, kao i po svojoj mudrosti i sposobnosti učenja, čime je stekao titulu „General Darme” (sanskrit: Dharmasenapati; pali: Dhammasenāpati). Šariputra se smatra učenikom Bude koji je bio najvažniji u pogledu mudrosti. Njegov ženski ekvivalent bila je Khema (pali: Khemā).

## Zaleđina
Prema budističkim tekstovima, kada potpuno prosvetljeni Buda stigne na svet, on uvek ima grupu glavnih sledbenika. Za trenutnog Budu, Gautamu, njegovi glavni muški sledbenici bili su Šariputra i Maudgaljajana, dok su njegove glavne sledbenice bile Ksema i Utpalavarna. Prema Budavamsi, sve su Bude iz prošlosti sledile ovaj obrazac odabira dva glavna muška sledbenika i dve glavne ženske sledbenice. Nemački budistički naučnik i monah Njanaponika Tera smatra da je razlog zbog kojeg budisti uvek biraju dva glavna sledbenika u uravnoteženju odgovornosti u skladu sa specifičnim veštinama svakog učenika.
Prema Pali kanonu, u dalekoj prošlosti Šariputra se rodio kao bogati brahmin po imenu Sarada koji je svoje bogatstvo razdelio da bi postao asketa koji je stekao veliki broj sledbenika. U to vreme, Saradu i njegove sledbenike posetio je raniji Buda, Anomadasi, i prisustvovao je propovedi glavnih učenika Anomadasi Bude. Čuvši propovijed prvog glavnog učenika Anomadasi Bude, Nisabe, Sarada je postao nadahnut i odlučan da postane prvi glavni sledbenik budućeg Bude. On je ovu želju izrazio pred Anomadasi Budom, koji je izjavio da će njegova aspiracija uroditi plodom. Čuvši to predviđanje, Sarada je otišao kod svog bliskog prijatelja Sirivadhana i zamolio ga da se opredeli da postane drugi glavni sledbenik istog Bude. Sirivadhana je tada prineo veliki dar Anomadasi Budi i njegovim sledbenicima i uputio želju onako kako je predloženo. Dvojica prijatelja su nakon toga provela ostatak svih života i nekoliko budućih života čineći dobra dela. Prema budističkoj legendi, želja se obistinila u vreme Gautama Bude, a Sarada se ponovo rodio kao Šariputra, dok se Sirivadhana rodio kao Maudgaljajana.

## Literatura
- Brekke, Torkel (1. 1. 2007), „Bones of Contention: Buddhist Relics, Nationalism and the Politics of Archaeology”, Numen (на језику: енглески), 54 (3): 270—303, ISSN 1568-5276, doi:10.1163/156852707X211564
- Berger, Patricia Ann (1994), Latter Days of the Law: Images of Chinese Buddhism, 850 - 1850 ; [exhibition, August 27 - October 9 1994 ...] (на језику: енглески), University of Hawaii Press, ISBN 978-0-8248-1662-9
- Bodhi, Bhikkhu; Dhamma, Rewata (1993), A comprehensive manual of Abhidhamma : the Abhidhammattha sangaha of Ācariya Anuruddha (1st BPS Pariyatti изд.), BPS Pariyatti Edition, ISBN 978-1-928706-02-1
- Buswell, Robert E. Jr. (2004), Encyclopedia of Buddhism (PDF), New York, NY: Macmillan Reference, USA, ISBN 0-02-865718-7, Архивирано из оригинала (PDF) 29. 06. 2018. г., Приступљено 12. 04. 2020
- Buswell, Robert E. Jr.; Lopez, Donald S. Jr. (2013), Princeton Dictionary of Buddhism. (PDF), Princeton, NJ: Princeton University Press, ISBN 978-0-691-15786-3
- Carus, Paul (1905), „Ashvajit's Stanza and Its Significance”, Open Court, 3 (6)
- Conze, Edward (1983), The perfection of wisdom in eight thousand lines & its verse summary (PDF) (Third printing, 1983 изд.), Four Seasons Foundation, ISBN 978-0877040484
- Conze, Edward (1975), The large sutra on perfect wisdom : with the divisions of the Abhisamayālaṅkāra, University of California Press, ISBN 0-520-05321-4
- Daulton, J. (1999), „Sariputta and Moggallana in the Golden Land: The Relics of the Buddha's Chief Disciples at the Kaba Aye Pagoda” (PDF), Journal of Burma Studies, 4 (1): 101—128, doi:10.1353/jbs.1999.0002, Архивирано из оригинала (PDF) 29. 12. 2019. г., Приступљено 12. 04. 2020
- Findly, Ellison Banks (2003), Dāna: Giving and Getting in Pali Buddhism (на језику: енглески), Motilal Banarsidass Publ., ISBN 978-81-208-1956-6
- Hanh, Thich Nhat (2008), Peaceful Action, Open Heart: Lessons from the Lotus Sutra (на језику: енглески), Parallax Press, ISBN 978-1-888375-93-0
- Harvey, Peter (2013), An introduction to Buddhism: teachings, history and practices (PDF) (second изд.), New York: Cambridge University Press, ISBN 978-0-521-85942-4
- Hecker, Hellmuth; Nyanaponika Thera (2003), Great Disciples of the Buddha: Their Lives, Their Works, Their Legacy (на језику: енглески), Simon and Schuster, ISBN 978-0-86171-381-3
- Higham, Charles (2004), Encyclopedia of ancient Asian civilizations, New York: Facts On File, ISBN 0-8160-4640-9, OCLC 51978070
- Irons, Edward (2007), Encyclopedia of Buddhism (PDF), New York: Facts on File, ISBN 978-0-8160-5459-6, Архивирано из оригинала (PDF) 17. 05. 2017. г., Приступљено 12. 04. 2020
- Krey, Gisela (4. 9. 2010), „On Women as Teachers in Early Buddhism: Dhammadinnā and Khemā”, Buddhist Studies Review, 27 (1), ISSN 0265-2897, doi:10.1558/bsrv.v27i1.17, Архивирано из оригинала 06. 06. 2020. г., Приступљено 12. 04. 2020
- Lopez, Donald S. (1988), The Heart Sūtra explained : Indian and Tibetan commentaries, State University of New York Press, ISBN 9780887065897
- Lopez, Donald S. (2016), The Lotus Sūtra : a biography, Princeton University Press, ISBN 978-0-691-15220-2
- Mahathera, Naranda (1998), The Buddha and His Teachings (PDF), Taiwan: Buddha Dharma Education Association Inc, Архивирано (PDF) из оригинала 26. 8. 2018. г., Приступљено 26. 9. 2019
- Malalasekera, G.P. (1937), Dictionary of Pāli proper names, 2 (1st Indian изд.), Delhi: Motilal Banarsidass Publishers, ISBN 81-208-3022-9
- Malalasekera, Gunapala Piyasena (2007), Dictionary of Pāli Proper Names: N-H (на језику: енглески), Motilal Banarsidass Publishe, ISBN 978-81-208-3022-6
- Migot, André (1954), „Un grand disciple du Buddha: Sāriputra. Son rôle dans l'histoire du bouddhisme et dans le développement de l'Abhidharma” [A great disciple of the Buddha: Sāriputra, his role in Buddhist history and in the development of Abhidharma] (PDF), Bulletin de l'École française d'Extrême-Orient (на језику: француски), 46 (2), doi:10.3406/befeo.1954.5607[мртва веза]
- Ray, Reginald A. (1994), Buddhist Saints in India: A Study in Buddhist Values and Orientations (на језику: енглески), Oxford University Press, ISBN 978-0-19-535061-6
- Sayadaw, Ven. Mingun (1990), „The story of Upatissa (Sāriputta) and Kolita (Mahā Moggallāna) [Part 1]”, www.wisdomlib.org, Приступљено 17. 1. 2020
- Shaw, Sarah (2013), „Character, Disposition, and the Qualities of the Arahats as a Means of Communicating Buddhist Philosophy in the Suttas” (PDF),  Ур.: Emmanuel, Steven M., A companion to Buddhist philosophy (first изд.), Chichester, West Sussex: Wiley-Blackwell, ISBN 978-0-470-65877-2, Архивирано из оригинала (PDF) 28. 08. 2017. г., Приступљено 12. 04. 2020
- Shaw, Sarah (2006), Buddhist meditation : an anthology of texts from the Pāli canon (PDF), London: Routledge, ISBN 0-203-00731-X, OCLC 70199246, Архивирано из оригинала (PDF) 11. 09. 2018. г., Приступљено 12. 04. 2020
- Silk, Jonathan A. (2019), Brill's encyclopedia of Buddhism Vol Two, Hinüber, Oskar von,, Eltschinger, Vincent,, Bowring, Richard, 1947-, Radich, Michael, Leiden, ISBN 978-90-04-29937-5, OCLC 909251257
- Thakur, Amarnath (1996), Buddha and Buddhist synods in India and abroad (на језику: енглески), Abhinav Publications, Архивирано из оригинала 15. 12. 2019. г., Приступљено 31. 10. 2019
- Thomas, Edward J. (1953), The History of Buddhist Thought (PDF), History of Civilization (2nd изд.), London: Routledge and Kegan Paul
- Wayman, Alex (1997), Untying the Knots in Buddhism: Selected Essays (на језику: енглески), Motilal Banarsidass Publ., ISBN 978-81-208-1321-2